# شعب الاعور (السوادية)

تعديل مصدري - تعديل

شعب الاعور هي إحدى قرى عزلة ال هادي بني وهب بمديرية السوادية التابعة لمحافظة البيضاء، بلغ تعداد سكانها 143 نسمة حسب تعداد اليمن لعام 2004.